# 北京地铁1号线
北京地铁1号线连接中华人民共和国北京市石景山区古城站至朝阳区四惠东站，是北京地铁的一条东西走向的地铁线路，也是中国建设的第一条城市地铁线路。其全长31千米，设有22座车站，于1971年1月15日作为北京地铁一期工程一部分通车，1987年拆解。1号线地下橫穿长安街及其东、西延长线，旧称北京地下铁道（1965年-1981年）和北京地铁一线（1981-2002年），其中复兴门站至四惠东站区间旧称复八线。现1号线已于2021年8月29日正式在四惠东站与八通线接轨，两线实现贯通运营。目前，苹果园站一号线站台封闭改造；原先连接地铁技校方向的福寿岭站正在建设。因此目前一号线起点站是古城站。
北京地铁1号线线路标识色为 Pantone 1807C 。
2012年底10号线二期开通前，1号线曾长期位居北京地铁各线路客运量之首，如今1号线客流压力仍巨大，规划R1线与1号线走向平行。
2024年1月18日，北京地铁1号线支线开工建设。支线为南北走向，从一号线八角游乐园站起到青龙湖东站，开往房山方向；之後，除苹果园站外，古城站和八角游乐园站也將封站停运改造；这一般被认为是八角游乐园站为双向不能换乘车站而狭小的原因，乘客必须到站外走过街天桥换乘，不利于支线建设；届时，玉泉路站将成为新起点站。 2025年6月2日，八角遊樂園站正式開始停運改造

## 历史

### 早期构想
民国时期，北平市便开始着手地铁规划。1947年8月，北平市工务局编印了《北平市都市计划设计资料集》，其中明确提出要修建一条经复兴路入城并通过东西长安街的地下铁路以联通市区与西郊新城，但由于国共内战及随后国民党在大陆迅速溃败，该计划未能实施:6。
新中国成立后，中央综合国内国际局势，指示北京在改扩建的计划中要规划地铁。1956年至1958年间，北京市在苏联专家的指导下先后提出了16个地铁规划方案，经多部门领导共同研究，决定以第16号方案作为建议方案。在第16号方案中，从东郊红庙起沿长安街到西郊五棵松的第一线的走向与今日的1号线基本一致。由于该线路经过的地区中央机关较多，交通量较大，苏联专家主张采用第一线作为一期工程方案。1957年3月12日，地铁筹备处选定了第一线和第五线共同作为一期工程，随后中共中央决定两条线路于1959年5月1日开工，地铁工程局开始加大两线的勘察力度，先后完成了石景山至模式口等地段的电探工作，摸清了第一线全线含水层的相关信息，还对第一线作了详细的勘探。正当地铁筹建工作稳步推进时，国内外局势发生了变化，第八届九中全会决定对国民经济进行全面调整，地铁工程也被搁置。:10

### 一期工程
1965年1月15日，北京军区、北京市委、铁道部联合提出了北京地下铁道建设近期规划方案的专题报告。为此专门成立以北京军区司令员杨勇为组长的北京地下铁道领导小组，并组建铁道部北京地下铁道工程局。1965年7月1日北京地下铁道一期工程在玉泉路以西举行了开工奠基典礼。地下铁道修建最初出于备战的考虑，线路连接北京西山卫戍部队驻地和北京站。工程按照“战备为主，兼顾交通”的方针设计，采用敞口明挖施工，施工完成再填埋，由铁道兵第十二师、地下铁道工程局、北京市城建局施工。这是中国自行设计、施工的第一条地下铁道。经过工期为4年零3个月建设，1969年10月1日一期工程53号站－北京站的线路全线基本建成通车，但不对外开放。
虽然一期工程已经完成，但是地铁电气系统在很长一段时期内存在走电失火安全问题。1969年11月11日，地铁电力系统起火导致3人死亡，100多人受伤，并毁坏2辆列车。电路系统的走电失火问题直到文化大革命结束后的1981年方才基本解决。

1967年9月20日，美国间谍卫星日冕KH-4B拍摄的照片，在太空中北京地铁一期工程路线一览无余。

1971年1月15日北京地下铁道一期开始试运营，运行区段由北京站至立新站（即公主坟站）的十座车站，线路长度10.7公里，当时由于属于战备工程，仅是实行内部售票办法接待参观，单程票价为一角。同年8月15日运营区段由公主坟站向西延长到玉泉路站，增加3座车站，11月7日运营区段由玉泉路站延长到古城路站（古城站）。到1972年底取消购地铁票凭证件的限制。1973年4月23日，因古城站的设计缺陷导致其折返能力不足，因此运营区段延长到苹果园站，车站增至17个，运营线路延长为23.6公里。1973年8月至1974年6月、1975年1月，两次因战备原因停运。
1981年4月20日北京市地下铁道公司成立。1981年9月15日北京地下铁道一期工程正式验收，从福寿岭至北京站共19座车站，全长27.6公里运营线路移交北京市地铁公司管理，地铁一期工程运营线路从苹果园站至北京站区段正式对外开放。到1981年北京地铁年客运量为6466万人次，日均客运量为17.7万人次。

### 二期工程

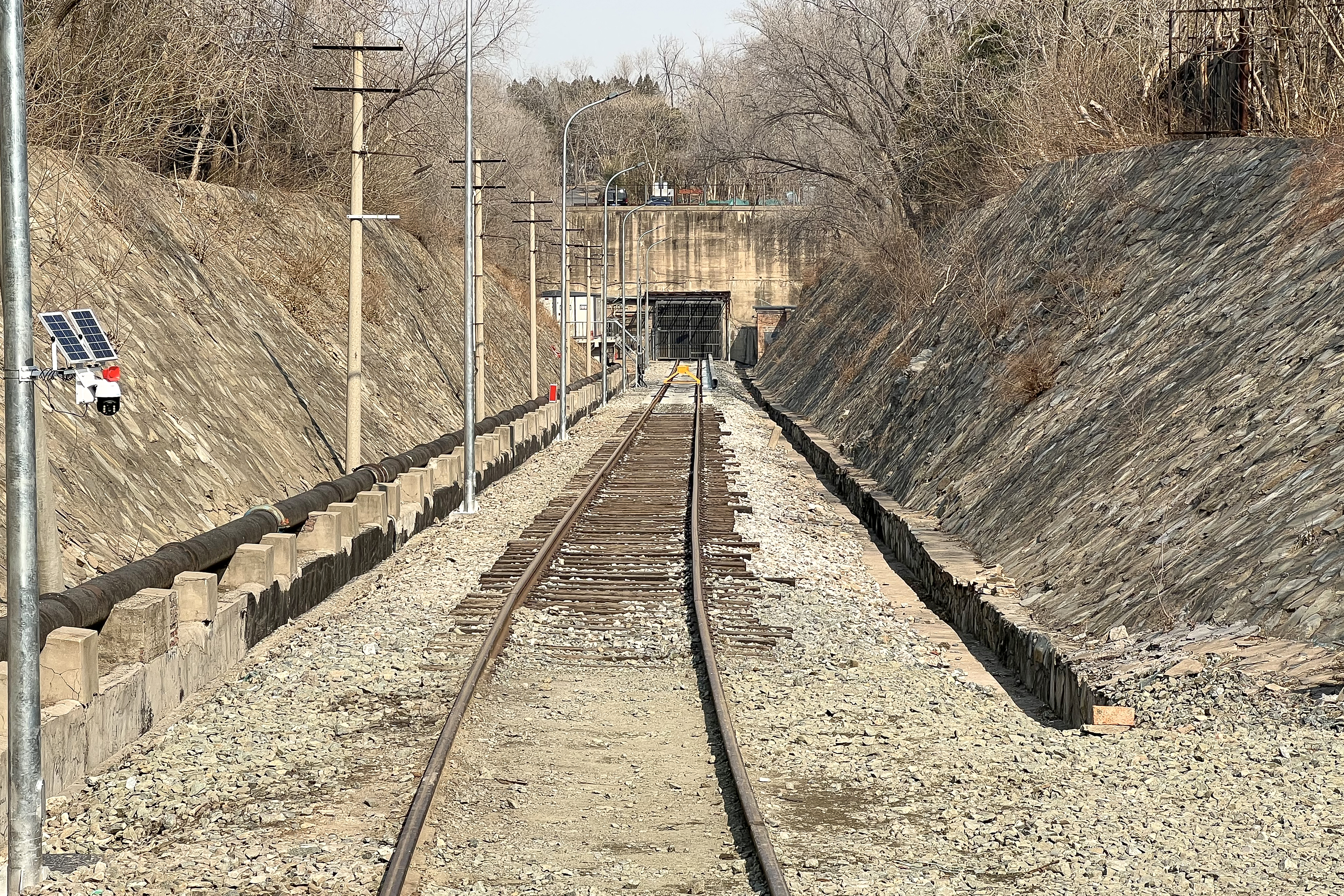
衙门口支线（2023年2月摄）

北京地铁二期工程包含2号线的西环线、北环线、东环线和1号线的衙门口支线:134:919，南礼士路-复兴门区间亦建于二期工程期间:2。其中1号线的衙门口支线已于1968年12月完成初步规划设计，在1968年的规划中，八角支线全长8.009公里，设水屯、东河沿、凤凰顶三站并在凤凰顶站后直接与京原铁路接轨。1973年，地铁设计队根据铁道兵北京地下铁道工程指挥部的批复意见重新设计了线路，线路缩短至1.387公里，线路尽头改为与两年前新建的一零一铁路接轨并设置一临时过渡性的车站——衙门口站。八角支线于1974年2月开工建设并于1975年12月建成:176。线路建成后长期空置，体育场南路一侧的铁轨亦被水泥路墩堵死，而体育场南路平交道至衙门口站部分的第三轨则完全损坏。
2022年1月，為緩解1號線西端客流早高峰尖峰時刻壓力，北京市地铁运营有限公司对本支線前600米區間的鐵軌、供電和信號等设备系統进行改造，改造工程于12月29日完成，衙门口支线成为1号线的库线。现衙门口支线可存放3列車，並預計實現瞬時110秒發車間隔，並通過組織精准開行，每年能減少18萬車公里。

### 复八线工程
北京地铁三期工程包含1号线的建国门站至热电厂站区间和现4号线的西直门站至颐和园区间:919，而复兴门站至建国门站的东西长安街线并不在规划之内。1974年，地铁领导小组认为如果不修建东西长安街线，1号线与2号线需在南环线混合运营，此举不仅会极大限制地铁的运输能力，同时也会因地下平交运转行车而带来安全隐患，最终决定修改北京地铁远期线路规划并保留东西长安街线:163。按照计划，北京站至热电厂区间将在1976-1980年间建设，但由于地铁领导小组于1976年初遭撤销，北京地铁的建设工作受到很大影响，二期工程进度一再推后，三期工程也因城市发展做出调整。:158
1984年9月20日，北京地铁二期工程建成通车，虽然此时复兴门站下层站台已经建成，但并不具备折返能力，二期工程无法与一期工程衔接，乘客只能在南礼士路站至复兴门站间、北京站至建国门站间徒步换乘。面对社会压力，地铁公司决定尽早开展复八线工程并先行建设复兴门折返线作为过度措施。:2681986年8月15日地铁复兴门折返线工程开工建设。随着复兴门折返线的建成，1987年12月28日运营区段由南礼士路站沿复兴门外大街向东延伸至复兴门站，列车从苹果园站到复兴门站后折返运行，不再向南转向连接长椿街站。同时长椿街站至北京站区段改为连接二期工程线路（其后拆分成为北京地铁2号线的一部分）。至此北京地铁一线与环线开始独立运行。
南环线与一线独立运营后，复兴门站承担了极大的客流压力，换乘通道在运营高峰期十分拥挤。为了缓解复兴门站的饱和状态，市政府决定将1号线先修到西单站，尽快缓解复兴门站的压力:81。1992年10月10日，“复西”工程建成通车，同年12月12日，西单站正式对外运营。1991年1月，复兴门至八王坟新线（简称“复八线”）建设可行性研究报告批复。1992年6月，复八线工程在永安里举行开工典礼。1999年9月28日，天安門西－四惠东区间开通，当时为复八线的一部分。2000年6月28日首班车起，西单－天安門西区间开通，复八线与原1号线西段连通。完整的地铁1号线运营区段由苹果园站贯通至四惠东站，共23座车站，线路全长31公里。

### 现代化

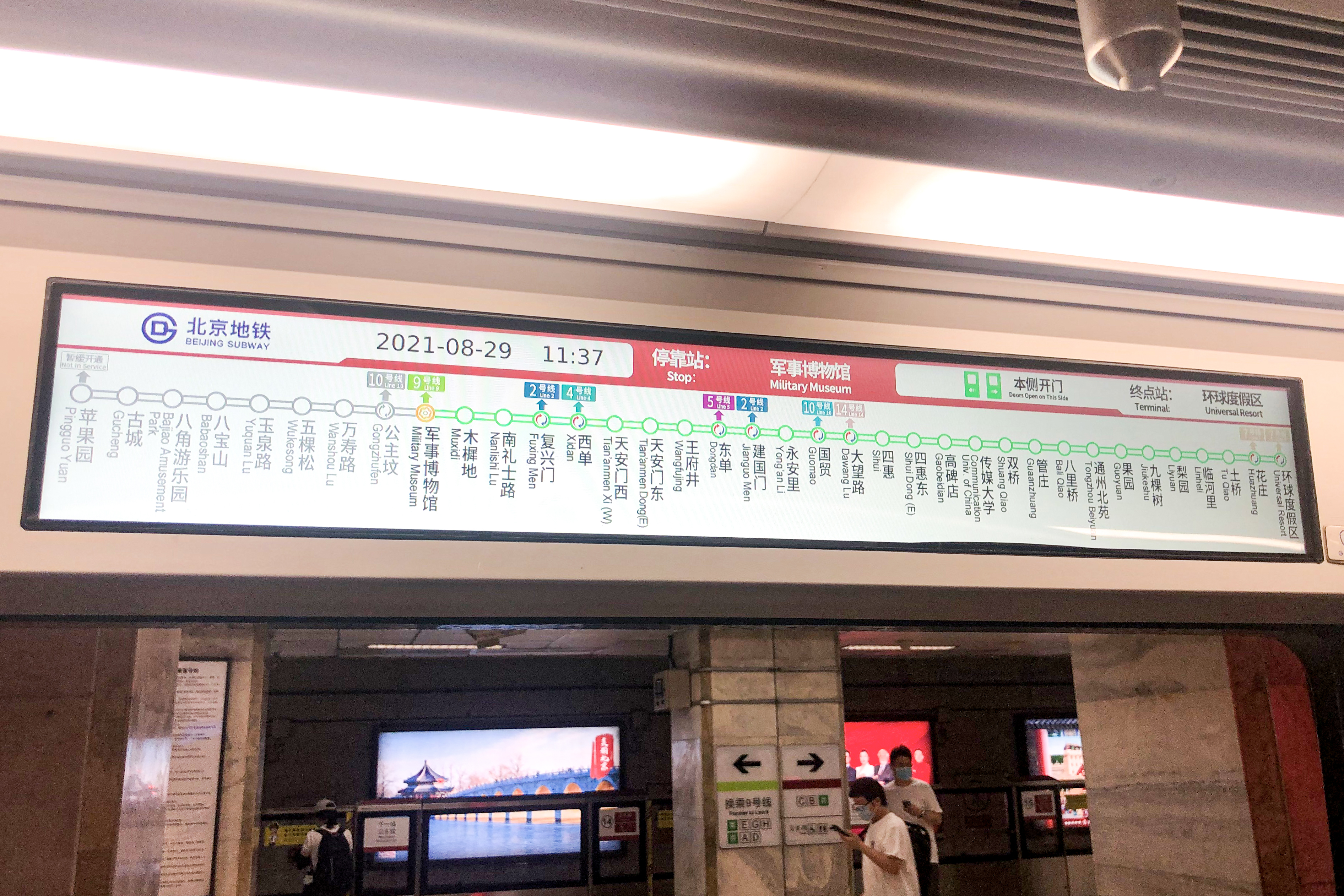
1号线与八通线贯通运营首日，SFM04型列车内的贯通线路图

1号线开通初期，信号设备系统全部采用国产化的继电联锁及移频轨道电路；在90年代初进行技术改造引进英国西屋公司的无绝缘轨道电路。随着时间的推移，原有信号系统设备老化及系统可用性降低，同时亦与未来与八通线贯通做准备，北京地铁在2012年开始启动信号系统改造工作。2014-2015年间，北京地铁1号线经过多个夜间调试，成功切换至CBTC移动闭塞系统，于2015年12月起将高峰行车间隔由2分05秒压缩至2分钟，整体运营效率提升4.2%，并将使列车准点率、停站精准度、行车及乘车舒适性大幅提升，同时列车运行能耗大幅下降。
由于1号线开通时间较早，和后期的新建线路相比，存在着较多的安全隐患。加之曾经发生过乘客跳轨自杀事故，导致安装月台门的计划开始提上日程。2017年9月10日，1号线全线加装的安全门正式投入使用，但苹果园站因涉及枢纽改造，暂不加装安全门。随着苹果园站于2020年4月18日关闭改造，以及该站6号线和S1线（均预装安全门）于2021年12月31日启用，北京地铁所有运营的线路全部加装了安全门。
2019年7月19日起，1号线逢周五、周六将末班车发车时间延后一个小时，方便市民周末夜间出行。
2020年4月18日起，苹果园站因苹果园综合交通枢纽工程影响进行封站施工，在施工期间，1号线列车运行区段变更为古城站至四惠东站。
2021年8月29日（周日），八通线与1号线正式跨线运营。跨线运营后，来往古城站至环球度假区站，全程用时为85分钟，早高峰期间最小行车间隔1分45秒，晚高峰最小行车间隔2分20秒；开行早高峰为果园站至公主坟站，晚高峰为古城站至果园站的小交路班次；停用四惠东站1号线站台和四惠站八通线站台。贯通首日，仍有部分乘客未能适应这一运行模式，在四惠东站试图上行至站厅层换乘。

## 路线

### 正线

#### 402线
402线又称“进山线”，为军事战备所用，1966年5月1日开工修建，全长6.13公里，设三座车站和一条环形检修线。402线西起福寿岭山体中的53号站，53号站上行线路的西侧与地铁专用线相连，可通过491专用线进入丰沙铁路:919。402线在向东南离开福寿岭后到达福寿岭站，随后下穿金顶北街、永定河引水渠、永引渠南路，在从下方经过金顶山后到达苹果园站。苹果园站长期以来是1号线运营区间西端的终点站，目前在施工改造，改造完成后将会成为一座三线换乘车站。经过苹果园后，线路继续向东南方延伸，在斜穿过首钢技术研究院后与连接古城车辆段的古城联络线在古城大街下方汇合，并与401线连接。

#### 401线
401线是北京地铁一期工程的主要部分，由现今1号线古城联络线、古城-复兴门区间、2号线南环线及连接二者的长礼联络线组成。401线西起古城联络线进入古城车辆段的第一个道岔前:149，线路入洞后与402线汇合并沿古城大街前进。在接近古城大街与石景山路路口时，线路向东急转进入石景山路下方的古城站，随后沿石景山路向东，并在西五环西侧与入地的衙门口支线汇合，穿过西五环并到达八角游乐园站。在经过玉泉路站后石景山路终止，线路沿复兴路继续向东延伸，经过五棵松站进入四环并在与10号线的换乘站公主坟站进入三环。在到达军事博物馆站前，线路从上方穿过9号线，并在到达木樨地站前上穿16号线，进入复兴门外大街。在到达南礼士路后，线路一分为二，上行主线与下行侧线（长礼联络线）转向南方进入2号线，上行侧线与下行主线继续沿复兴门外大街前进，进入复兴门站。

#### 复八线
复八线位于北京长安街、建国门大街交通干道下，是1号线的中段。复八线西起复兴门站，与2号线十字交叉，在向东经过复兴门折返线后继续向东到达下穿4号线西单站。经西单站后，线路与地面的长安街平行前进，并在天安门东西两侧设站。线路在王府井站上穿8号线后进入王府井-东单区间折返线，在东单站西侧下穿5号线并建有王崇联络线与之连接。在建国门站下穿2号线后，线路与连接两线的北永联络线汇合，并沿建国门外大街行进至国贸站。在国贸站与10号线交叉后，线路沿建国路延伸并与建设中的28号线平行运行至大望路站。经过大望路站后，线路略向北移，在下穿东四环后于四惠桥东北侧出地，进入地面的四惠站。在四惠站和四惠东站之间，复八线与八通线平行运行于四惠车辆段大平台下方，区间两端均有通向四惠车辆段的联络线，且两线之间在四惠站东侧设有双惠联络线。

#### 八通线
八通线是1号线的延伸线，线路西起四惠站，东至环球度假区站。八通线原为独立运行线路，与复八线只有双惠联络线相连，后两线贯通运行，列车从四惠东站西侧新增的贯通运营用道岔进入八通线四惠东站。贯通运营后，四惠站、四惠东站完全并入1号线，但八通线未并入1号线（与4号线和大兴线的模式相同）。

### 配线

#### 复兴门折返线
复兴门折返线位于复兴门站底层站台东端，包括两条正线、一条库线和一条渡线:61。折返线工程于1986年8月15日开工，此时北京地铁二期工程已通车近两年，但其“马蹄状”运营、不能与一期工程衔接等问题引发了乘客的不满，于是地铁公司决定在复兴门站修建一条折返线作为过渡措施，使1号线的列车在复兴门站折返，从而让2号线成环运行:268。由于长安街交通繁忙且管线密布，工程无法使用明挖法:61，且开挖地为砂卵石层，以砂卵石为主粘土层为辅，使用矿山法暗挖极易下沉塌陷:268，最终折返线采用了新奥法并在此基础上发展为浅埋暗挖法。1987年12月24日，复兴门折返线通车典礼在复兴门站举行，4天后1号线的运营区间改为苹果园站至复兴门站:277。

#### 王府井-东单区间折返线
王府井-东单区间隧道全长518米，区间设计为三线区间，设有两条渡线和一条预留线。本区间两端的渡线斜贯两条正线，结构受力转换复杂，结构跨度大，断面大小变化频繁，加之地理位置特殊，使得施工难度极大。建设中，本区间采用了台阶法、中隔壁法、眼镜法、中洞法等多种施工方法，区间由十种不同结构断面形式组成，断面的交错变化更是多达几十处，故其被工程设计者称为暗挖工法的“博物馆”。:185

#### 衙门口支线
衙门口支线，亦称做八角支线、八角村联络线:919，属于北京地铁二期工程:919，线路全长1.387公里，是北京地铁1号线联络京原铁路的战备联络线:176。线路从八角游乐园站西侧预留口外设道岔向南引出并从松林公园后山钻出地面，在与体育场南路平交后到达衙门口站，并在衙门口站南侧汇入101铁路。衙门口支线现作为库线使用，最多可存放3列车，可在运营高峰期通过向正线插车缓解1号线的客流压力。

#### 公主坟库线
为了方便运营和车辆检修，公主坟站西端设有两条144米的库线:486。1971年1月15日北京地铁首次试运营时，运营区间便是以公主坟站为下行终点:122。2020年4月15日，1号线为采取超常超强列车运行方式，公主坟库线再次启用，早高峰期间以公主坟站为终点的区间车进入库线，并在晚高峰时以空车开出，以降低沿线客流量。

#### 53号站灯泡线
53号站东侧建有一条灯泡线，可作检修线:65、停车线:132或转头线使用。为平衡两侧车轮轮缘的磨耗，1号线的列车每隔1.5个月须从苹果园站前往53号站进行调头作业。

#### 联络线
北京地铁1号线沿线与车辆段或其它线路设有多条联络线。古城联络线为古城站与古城车辆段之间的线路，此联络线不仅用作古城车辆段的出入线，也在运营初期作为古城站的折返线，列车运行的电话闭塞点设在古城洞口:128；长礼联络线为南礼士路站至2号线长椿街站的联络线，在2号线成环运行前，此联络线为一期工程的正线，在复兴门折返线竣工后，1号线的列车不再经过此线；王崇联络线为东单站与5号线东单站之间的联络线，2008年，北京地铁新购入的北京地铁SFM04型电动车组便是通过王崇联络线从宋家庄停车场来到1号线的；北永联络线为永安里站与2号线北京站之间的联络线，是第二条1号线与2号线的联络线；双惠联络线为1号线四惠站与八通线四惠站之间的联络线，在一八贯通前八通线列车需经此联络线进入四惠车辆段；四惠车辆段为贯通式车辆段，与四惠站、四惠东站之间都是双线出入线:164，自西向东依次称为1#、2#、3#、4#联络线。

## 车站列表
北京地铁1号线全线一共有25座车站，全線車站都位於北京市內。●为早晚高峰小交路停车站，▼为晚高峰小交路停車站，慢车各站停车。1号线有2座车站（苹果园和八角游乐园）因施工改造暂时封闭；另有两座前地铁技校通勤车车站（福寿岭和53号站）在2007年通勤车取消后不對外開放，其中福寿岭站或将在2025年底左右开放，截至2020年只有22座车站运营中。
| 1号线支线 |  |  |  | 青龙湖东   |          |      | 不適用   | 不適用                   | 丰台区            | 待定                                                   | 地下岛式站台       | 左側   | 不適用 |
| 1号线支线 |  |  |  | 魏各庄     |          |      | 不適用   | 不適用                   | 丰台区            | 待定                                                   | 地下岛式站台       | 左側   | 不適用 |
| 1号线支线 |  |  |  | 王佐       |          |      | 不適用   | 不適用                   | 丰台区            | 待定                                                   | 地下岛式站台       | 左側   | 不適用 |
| 1号线支线 |  |  |  | 飞航云岗   |          |      | 不適用   | 不適用                   | 丰台区            | 待定                                                   | 地下岛式站台       | 左側   | 不適用 |
| 1号线支线 |  |  |  | 后吕村     |          |      | 不適用   | 后吕村站 城市副中心线    | 丰台区            | 待定                                                   | 地下岛式站台       | 左側   | 不適用 |
| 1号线支线 |  |  |  | 北宫       |          |      | 不適用   | 不適用                   | 丰台区            | 待定                                                   | 地下岛式站台       | 左側   | 不適用 |
| 1号线支线 |  |  |  | 张郭庄     |          |      | 不適用   | █ 14号线                 | 丰台区            | 待定                                                   | 地下岛式站台       | 左側   | 不適用 |
| 1号线支线 |  |  |  | 园博园西门 |          |      | 不適用   | 不適用                   | 丰台区            | 待定                                                   | 地下岛式站台       | 左側   | 不適用 |
| 1号线支线 |  |  |  | 衙门口西   |          |      | 不適用   | █ 11号线                 | 石景山区          | 待定                                                   | 地下岛式站台       | 左側   | 不適用 |
| 1号线一期 |  |  |  | 53號站     | –3470[2] | 0    | 101      | 不適用                   | 石景山区          | 军事管理区，不对外开放                                 | 地下分离式岛式站台 | 不適用 | 不適用 |
| 1号线一期 |  |  |  | 福寿岭     | –1631[2] | 1839 | 102      | 不適用                   | 石景山区          | 预计2025年                                             | 地下侧式站台       | 右侧   | 不適用 |
| 1号线一期 |  |  |  | 苹果园     | 0        | 1631 | 103      | 6号线 S1线               | 石景山区          | 1973年4月23日 （2020年4月18日起暂时封閉改造）          | 地下侧式站台       | 右侧   | 不適用 |
| 1号线一期 |  |  |  | 古城       | 2606     | 2606 | 104      | 不適用                   | 石景山区          | 1971年11月7日                                          | 地下侧式站台       | 右侧   | ▼      |
| 1号线一期 |  |  |  | 八角游乐园 | 4527     | 1921 | 105      | 不適用                   | 石景山区          | 1971年11月7日 （2025年6月2日起暂时封闭至2027年5月2日） | 地下侧式站台       | 右侧   | ▼      |
| 1号线一期 |  |  |  | 八角游乐园 | 4527     | 1921 | 105      | 不適用                   | 石景山区          | 1971年11月7日 （2025年6月2日起暂时封闭至2027年5月2日） | 地下侧式站台       | 右侧   | ▼      |
| 1号线一期 |  |  |  | 八宝山     | 6480     | 1953 | 106      | 不適用                   | 石景山区          | 1971年11月7日                                          | 地下岛式站台       | 左侧   | ▼      |
| 1号线一期 |  |  |  | 玉泉路     | 7959     | 1479 | 107      | 不適用                   | 石景山区 / 海淀区 | 1971年8月5日                                           | 地下島式站台       | 左侧   | ▼      |
| 1号线一期 |  |  |  | 五棵松     | 9769     | 1810 | 108      | 不適用                   | 海淀区            | 1971年8月5日                                           | 地下島式站台       | 左侧   | ▼      |
| 1号线一期 |  |  |  | 万寿路     | 11547    | 1778 | 109      | 不適用                   | 海淀区            | 1971年8月5日                                           | 地下島式站台       | 左侧   | ▼      |
| 1号线一期 |  |  |  | 公主坟     | 12860    | 1313 | 110      | 10号线                   | 海淀区            | 1971年1月15日                                          | 地下島式站台       | 左侧   | ●      |
| 1号线一期 |  |  |  | 军事博物馆 | 14032    | 1172 | 111      | 9号线 房山线（跨线车）   | 海淀区            | 1971年1月15日                                          | 地下島式站台       | 左侧   | ●      |
| 1号线一期 |  |  |  | 木樨地     | 15198    | 1166 | 112      | 16号线（出闸换乘）[虚]   | 西城区            | 1971年1月15日                                          | 地下島式站台       | 左侧   | ●      |
| 1号线一期 |  |  |  | 南礼士路   | 16489    | 1291 | 113      | 不適用                   | 西城区            | 1971年1月15日                                          | 地下岛式站台       | 左侧   | ●      |
| 1号线二期 |  |  |  | 复兴门     | 16913    | 424  | 114      | 2号线 19号线太平桥站[虚] | 西城区            | 1987年12月28日                                         | 地下岛式站台       | 左侧   | ●      |
| 1号线复八线 |  |  |  | 西单       | 18503    | 1590 | 115      | 4号线                    | 西城区            | 1992年12月12日                                         | 地下岛式站台       | 左侧   | ●      |
| 1号线复八线 |  |  |  | 天安门西   | 19720    | 1217 | 116      | 不適用                   | 西城区            | 1999年9月28日                                          | 地下岛式站台       | 左侧   | ●      |
| 1号线复八线 |  |  |  | 天安门东   | 20645    | 925  | 117      | 不適用                   | 东城区            | 1999年9月28日                                          | 地下岛式站台       | 左侧   | ●      |
| 1号线复八线 |  |  |  | 王府井     | 21497    | 852  | 118      | 8号线                    | 东城区            | 1999年9月28日                                          | 地下岛式站台       | 左侧   | ●      |
| 1号线复八线 |  |  |  | 东单       | 22271    | 774  | 119      | 5号线                    | 东城区            | 1999年9月28日                                          | 地下岛式站台       | 左侧   | ●      |
| 1号线复八线 |  |  |  | 建国门     | 23501    | 1230 | 120      | 2号线                    | 东城区 / 朝阳区   | 1999年9月28日                                          | 地下岛式站台       | 左侧   | ●      |
| 1号线复八线 |  |  |  | 永安里     | 24878    | 1377 | 121      | 17号线                   | 朝阳区            | 1999年9月28日                                          | 地下岛式站台       | 左侧   | ●      |
| 1号线复八线 |  |  |  | 国贸       | 25668    | 790  | 122      | 10号线                   | 朝阳区            | 1999年9月28日                                          | 地下岛式站台       | 左侧   | ●      |
| 1号线复八线 |  |  |  | 大望路     | 27053    | 1385 | 123      | 14号线 28号线            | 朝阳区            | 1999年9月28日                                          | 地下岛式站台       | 左侧   | ●      |
| 1号线复八线 八通线一期 |  |  |  | 四惠       | 28726    | 1673 | 124/BT01 | 不適用                   | 朝阳区            | 1999年9月28日                                          | 地面双岛式站台     | 左侧   | ●      |
| 1号线复八线 八通线一期 |  |  |  | 四惠东     | 30440    | 1714 | 125/BT02 | 不適用                   | 朝阳区            | 1999年9月28日                                          | 地面一岛两侧式站台 | 右侧   | ●      |
| ↓直通 八通线运行至环球度假区站（小交路列车至果园站） |  |  |  |            |          |      |          |                          |                   |                                                        |                    |        |        |
| 注释 |  |  |  |            |          |      |          |                          |                   |                                                        |                    |        |        |
| 1 斜体标示的车站，尚未启用，支线站点为市规自委预案公示名，等待批准。 2 由于福寿岭站与53号站未开通，里程暂由负数取代。 3 斜体标示的换乘，尚未启用。 虚 持公共交通卡或使用北京公交APP的乘客在出站后30分钟内换乘可享受连续计费。持单程票的乘客，需要出站后重新购票。 |  |  |  |            |          |      |          |                          |                   |                                                        |                    |        |        |

## 建筑结构特点
由于1号线为不同时期建设，细心的乘客可以发现苹果园至复兴门段（1期区间）的隧道为矩形截面（明挖施工），站台立柱为方柱型，且站台长度略短（容纳6B编组列车长度），；复兴门至四惠段（复八线区间）的隧道为圆形截面（暗挖施工），站台立柱为圆柱形，且站台长度较长（预留容纳8B编组列车长度）。此外，苹果园至复兴门段车站（1期区间）以及建国门（2期（2号线）换乘预留工程）的站厅楼梯位于站台两端（分离式站厅）且无手扶电梯，而西单至四惠段（复八线区间）的楼梯大致位于站台两端1/3处（整体式站厅）且部分车站包含手扶电梯。

## 使用车辆
| 现名   | 改造自 | 制造商                              | 车辆编成                | 制造年代  | 车辆总数                                  | 上线时间               | 其它名称                                    | 照片 |
| ------ | ------ | ----------------------------------- | ----------------------- | --------- | ----------------------------------------- | ---------------------- | ------------------------------------------- | ---- |
| DK2    | 无     | 長春客車廠                          | 2C/4C/5C/6C             | 1969-1970 | 19列（6C）（北京201-北京219）             | 1969- 1985             | BJ-2                                        |      |
| DK3    | 无     | 長春客車廠                          | 6C(Mc+Mc+Mc+Mc+Mc+Mc)   | 1971-1972 | 7列（G101-G107）                          | 1971- 1992             | BJ-3                                        |      |
| DK3G   | DK3    | 北京地鐵車輛廠改造                  | 6C(Mc+Mc+Mc+Mc+Mc+Mc)   | 1987-1992 | 7列（G101-G107）                          | 1988- 2002             |                                             |      |
| DK8    | 无     | 長春客車廠                          | 5C(Mc+Mc+Mc+Mc+Mc)      | 1982      |                                           | 1987- 1995             | BJ-4                                        |      |
| DK11   | DK2    | 長春客車廠改造                      | 6C（Mc+Mc+Mc+Mc+Mc+Mc） | 1984-1985 | 19列（G201-G207、G2082-G2085、G209-G213） | 1984- 2008/06/05       | BJ-6                                        |      |
| DK16   | 无     | 長春客車廠                          | 5C(Mc+Mc+Mc+Mc+Mc)      | 1987-1988 |                                           | 1987- 1995             |                                             |      |
| DK16A  | 无     | 長春客車廠                          | 5C(Mc+Mc+Mc+Mc+Mc)      | 1988-1989 |                                           | 1988- 1995             |                                             |      |
| DK20   | 无     | 長春客車廠                          | 6C（Mc+M+M+M+M+Mc）     | 1994-1995 | 7列（G108-G114）                          | 1994- 2012/03          |                                             |      |
| DK20G  | DK20   | 長春客車廠 北京地鐵車輛廠改造       | 6C（Mc+M+M+M+M+Mc）     | 2004      | 3列（G108、G110、G111）                   | 2004- ？               |                                             |      |
| BD1    | 无     | 北京地鐵車輛廠                      | 6C（Mc+Mc+Mc+Mc+Mc+Mc） | 1990-1992 | 4列（北京308-北京311）                    | 1990/09/14- 1994       |                                             |      |
| BD2    | 无     | 北京地鐵車輛廠                      | 6C（Mc+M+M+M+M+Mc）     | 1994-1998 | 12列（G115-G126）                         | 1995/03/09- 2012/04/12 |                                             |      |
| BD2G   | BD2    | 北京地鐵車輛廠                      | 6C（Mc+M+M+M+M+Mc）     |           | 1列（G115）                               | ？- 2011               |                                             |      |
| BD3    | 无     | 北京地鐵車輛廠                      | 2C(Mc+Mc)               | 1995      | 2輛（G2081、G2086）                       | 1996- 2001             |                                             |      |
| DKZ4   | 无     | 長春客車廠                          | 6B（Mc+T+M+T+T+Mc）     | 1998-1999 | 19列（S401-S419）                         | 1999- 2012             | B4000、VVVF车、V車（昵称）                  |      |
| DKZ4   | 无     | 北京地鐵車輛廠                      | 6B（Mc+T+M+T+T+Mc）     | 2001      | 12列（S420-S431）                         | 1999- 2012             | B4000、VVVF车、V車（昵称）                  |      |
| DKZ4G  | DKZ4   | 北京地鐵車輛裝備改造                | 6B（Mc+T+M+T+T+Mc）     | 2009-     | 31列（01001-01031）                       | 2009-                  | V車（昵称）                                 |      |
| SFM04  | 无     | 南車青島四方機車車輛 北京地鐵車輛廠 | 6B（Tc+M+T+M+M+Tc）     | 2006      | 20列（01032-01051）                       | 2007/11/05-            | 杵子（昵称）、时光列车（官方名称，仅01037） |      |
| SFM04A | 无     | 南車青島四方機車車輛 北京地鐵車輛廠 | 6B（Tc+M+T+M+M+Tc）     | 2011      | 19列（01052-01070）                       | 2011-                  | 杵子（昵称）、时光列车（官方名称，仅01037） |      |
| SFM01G | 无     | 南車青島四方機車車輛 北京地鐵車輛廠 | 6B（Mc+T+M+T+T+Mc）     | 2003-2005 | 18列（01071-01078、01085-01094）          | 2021/08/29-            | 红蛇、狗头蛇一代（昵称）                    |      |
| SFM02G | 无     | 南車青島四方機車車輛                | 6B（Mc+T+M+T+T+Mc）     | 2003-2004 | 6列（01079-01084）                        | 2021/08/29-            | 红蛇、狗头蛇一代（昵称）                    |      |
| SFM07G | 无     | 南車青島四方機車車輛                | 6B（Mc+T+M+T+T+Mc）     | 2007-2008 | 6列（01095-01100）                        | 2021/08/29-            | 红蛇、狗头蛇一代（昵称）                    |      |
| BDK06  | 无     | 北京地鐵車輛裝備                    | 6B（Tc+M+T+M+M+Tc）     | 2019-2021 | 12列（01101-01112）                       | 2021/08/29-            | 狗头蛇二代、紅狗、 钢蛇（昵称）             |      |

## 未来发展

### 列车扩编计划
由于北京地铁1号线的客流持续增长，乘客滞留车站的情况日益严重。故根据北京缓堵新政，1号线计划扩编到7节编组。然而由于1号线各站的站台长度不同，后建设的复兴门至四惠东段站台可以容纳8节编组的长列车，早期建设的福寿岭至南礼士路段站台长度却只能容纳6节编组的短列车，需要进行车站改造。由于改造工程难度较大，加上1号线与八通线贯通运营，导致目前此计划一直被处于搁置状态，且1号线后续的增购计划仍为B型车6辆编组。
6号线开通后1号线客流量明显下降，但是不仅最终未能成功缓解1号线严重拥挤，6号线更出现了比1号线更为严重的列车拥挤与乘客等候多次列车仍挤不上车的问题。目前北京地铁方面计划通过建设与1号线平行的18号线以从根本上缓解拥挤问题。

### 福寿岭站开放计划

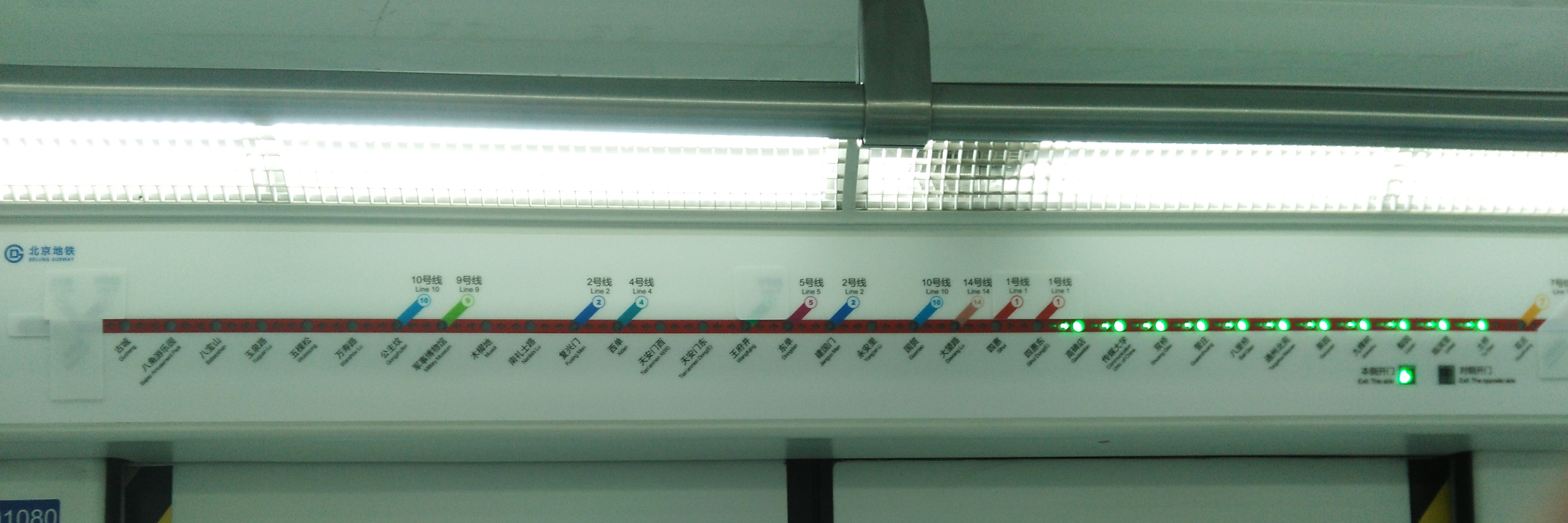
2021年6月拍摄于一辆SFM01G型八通线列车的路线图，其中显示有为1号线福寿岭站预留的位置。

北京银行保险产业园择址石景山福寿岭附近，该产业园未来规划为企业-居住-服务业的综合性区块。值得一提的是，该区块的住宅规划区恰在福寿岭站如今唯一未完全封闭的出口附近。为满足园区未来周边上班族和居民的出行需求，预计在园区正式建成后本站将对外开放使用。2018年9月7日，北京市规划国土委轨道处等多家单位对此站进行了勘探。
2019年7月17日，《石景山区2019年交通综合治理行动计划》公布，文件中提到“配合推进1号线福寿岭站启用工作”。2020年1月7日，石景山区两会上公布福寿岭站改造工程将于2020年年底前实现开工。福寿岭站改造工程项目位于石景山区福寿岭村，车站总规模约1万平方米，其中既有地下建筑面积4271平方米，新建地下建筑面积1962平方米，新建地上建筑面积4257平方米。2020年2月17日，北京市人民政府印发《2020年北京市交通综合治理行动计划》，其中即包括开工改造1号线福寿岭站，该站在2024年初步具备开通条件，但受限于后述青龙湖支线工程需要拨接八角游乐园站轨道，暂时停运该站以西区间，故暂不确定何时正式开通。

### 青龙湖支线计划
2022年7月8日，《北京市轨道交通第三期建设规划（2022-2027年）》环境影响评价第二次公示发布，1号线支线被列为其中的11个建设项目之一。根据2023年10月公布的信息，1号线支线西起青龙湖东站，北至八角游乐园站，在张郭庄站与14号线换乘，线路全长约21公里，共设9座车站。初步设站方案为：八角游乐园（贯通运营至1号线主线）、体育场南街（换乘11号线二期）、园博园西门、张郭庄（换乘14号线）、西二区、后吕村（换乘市郊铁路城市副中心线）、云岗、王佐、民族大学、青龙湖东，并设有王佐停车场。
根据2023年11月发布的1号线支线环境影响评价报告书，1号线支线预计2023年12月开工，计划2027年6月底建成。2024年1月2日，1号线支线工程作为丰台区46个“2024年重大项目”之一象征性开工，同月18日正式进场施工，成为北京市第一条下穿（而非上跨）永定河的轨道交通线路。北京市发改委2024年1月18日对1号线支线项目可行性研究报告的批复显示，该项目亦包括购置6列电客车。
为配合支线施工，2025年6月2日起，八角游乐园站封站停运，预计2027年5月恢复运营。
2025年7月31日，1号线支线的8座新建车站开始公示站名命名预案，其中原民族大学站称魏各庄站，原云岗站称飞航云岗站，原西二区站称北宫站，原体育场南街站称衙门口西站。

## 票价
6公里(含)内3元；6-12公里(含)4元；12-22公里(含)5元；22-32公里(含)6元；32公里以上每加1元可乘20公里（对除机场线外的北京地铁线路均有效）。